# 六条院 (浅口市)
六条院（ろくじょういん）は、岡山県浅口市の地域である。同市の市役所が所在する。また、旧鴨方町の役場も所在した。
鴨方町六条院東（かもがたちょう ろくじょういんひがし）・鴨方町六条院中（かもがたちょう ろくじょういんなか）・鴨方町六条院西（かもがたちょう ろくじょういんにし）・鴨方町鳩ヶ丘（かもがたちょう はとがおか）の4大字・町丁からなり、同市新設以前には、六条院東（ろくじょういんひがし）・六条院中（ろくじょういんなか）・六条院西（ろくじょういんにし）・鳩ヶ丘（はとがおか）と称した。現在でも「六条院東」「六条院中」「六条院西」「鳩ヶ丘」とも呼称される。
ここではかつて存在した浅口郡六条院町についても述べる。鴨方町以前は浅口郡に属し六条院町と称し、それ以前は六条院東村・六条院中村・六条院西村であった。
郵便番号は六条院中が719-0252、六条院東が719-0254、六条院西が719-0251、鳩ヶ丘が719-0253。

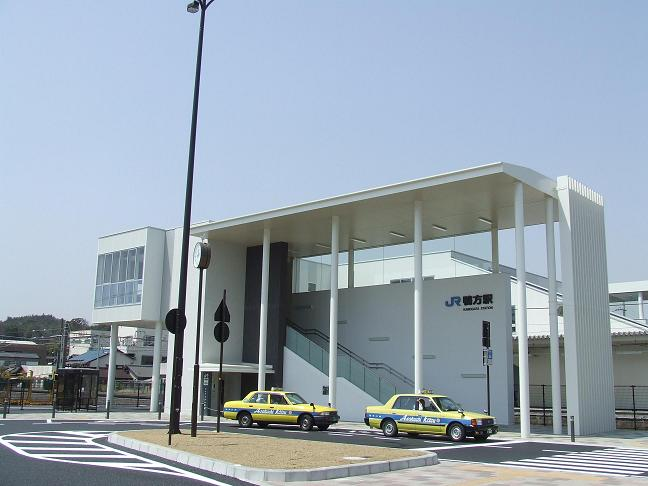
鴨方駅

## 概要
浅口市の中西部、南は同市寄島町、西は浅口郡里庄町に接している。北部が平地、中部以南が山がちで、明王院山（泉山）が中央にある地区である。泉山を挟んで六条院東はおおむね東側の里見川支流・堅川以東、六条院西は同じく西側の同川支流・鳩岡川流域をおおむね占める。
北部の平地をJR山陽本線が東西に通過、鴨方駅が六条院中の地内にあり、駅前に町並ができている。国道2号が山陽線の南側を並行して通り、この付近が現在の浅口市および旧鴨方町の中心市街地で市役所（旧町役場）や郵便局などがある。
米、麦、モモ、ナシ、カキ、タバコ、除虫菊を主要産物としたが、現在は米、モモ以外は衰退。
六条院中の天台宗明王院は備中国一円の天台宗の総本寺とせられた名刹。他に同宗紫雲寺があり、生石（おんじ）部落に岡山女子短期大学があったが、現在は倉敷市へ移転、おかやま山陽高等学校が建設された。
六条院西に天台宗円珠院がある。また、{{要出典範囲頓宮又次郎の居城と伝わる竜王山城は典型的な山城で、最後の備中国守護細川通董もこの城を修築して住んだという説がある|date=2025年3月}}。さらに、竜王山の西のふもとに残る五輪塔は頓宮又次郎の墓とされる。
現在、寄島町東部となっている安倉地区は、近世には六条院西村の枝村で、明治になり寄島村（のち寄島町）成立時に同村へ移管した。

## 沿革

### 歴史
古代、『和名抄』に見える大島（於保志磨）郷の北部にあたり、鴨方、地頭下などと共に古代の条里の跡が検出された。六条院中に古刹明王院があり、また同村に四条原（しじょうら）という枝村もあった。
古くは浅口郡六条院村というひとつの村であったが、中六条院村・東六条院村・西六条院村に分かれる。また、六条院の中村・東村・西村とも呼ばれ、江戸時代の天保の検地帳にはそのように載っており、その頃には後者の村名を正式に名乗るようになっている。
この地方も中世は鴨方に居た細川氏の支配下にあり近世のはじめに毛利氏の進出を見たが、慶長5年に幕府領に収められ、寛永9年には備前岡山藩に属し、池田政言が寛文12年に岡山新田藩（のちの鴨方藩）を創立すると共にその版図に移る。
『備中村鑑』には、六条院中が高1301石9斗5升、六条院東が高611石9斗4升、六条院西が高943石1升とある。なお、一部は明王院の所領となっている。
六条院中の南部、真止戸山（まつばさ）部落に同名の古社・真止戸山神社があり、寛文6年、池田光政が領内の神社整理を行い、この地方の小社1万1554社を同社に集めて祀った。
明治に入ると、六条院西村枝村の安倉村は1876年（明治9年）に浅口郡東大島村などと寄島村（のち寄島町）を新設。1877年（明治10年）、浅口郡六条院中（四条原を含む）、六条院東、六条院西の3村が合併し、同郡六条院村を成立させたが、1887年（明治20年）に分村し、元の3村に復した。その後、1889年（明治22年）6月1日の町村制施行により、再び先の3村を合併し新たな六条院村と称し、村役場を六条院中に置く。1934年（昭和9年）の町制実施を経て、1955年（昭和30年）4月1日に鴨方町と合併して鴨方町を新設し、六条院中に役場を設置した。
六条院中の西端部から六条院西の北西端の地区に大型団地が造成され、新たな町丁として「鳩ヶ丘」1〜4丁目を設定した。町名は、この地の西方を流れる鳩岡川に由来する。
2006年（平成18年）3月21日、浅口郡鴨方町・寄島町・金光町の3町が合併し、浅口市を新設。六条院中の旧鴨方町役場（1974年2月完成）が新浅口市役所となった。

### 地名の由来
条里に関係するという説もあるが、実際は白河天皇が愛娘の媞子内親王の霊を弔うために平安京に建立させた寺院・六条院の所領（荘園）であったことが由来。鎌倉時代末期の『室町院所領目録』に「六条院領」の備中国大島保と記されている。

### 年表
| 年月日                    | 出来事 |  |
| ------------------------- | --- |  |
| 1876年（明治9年）         | 浅口郡六条院西村枝村の安倉村が浅口郡東大島村などと合併し、同郡寄島村（のち寄島町）を新設。                              |  |
| 1877年（明治10年）        | 浅口郡六条院中（四条原を含む）・六条院東・六条院西の3村が合併し、同郡六条院村が成立。                                   |  |
| 1887年（明治20年）        | 六条院村が分村し、元の3村に復する。                                                                                     |  |
| 1889年（明治22年）6月1日  | 町村制施行を受け、再び六条院中（四条原を含む）・六条院東・六条院西の3村が合併し六条院村と称し、村役場を六条院中に置く。 |  |
| 1934年（昭和9年）7月1日   | 町制を実施、六条院町へ改称。                                                                                            |  |
| 1940年（昭和15年）        | 教化町に指定される。 |  |
| 1955年（昭和30年）4月1日  | 鴨方町と合体合併し、新しい鴨方町を新設。六条院中に役場を設置した。                                                      |  |
| 2006年（平成18年）3月21日 | 浅口郡鴨方町・寄島町・金光町の3町が合併し、浅口市を新設。六条院中の旧鴨方町役場が新・浅口市役所となった。               |  |

### 著名な出身者
浅口郡（現浅口市鴨方町）出身の阿藤伯海（あとうはくみ＝1894年2月10日-1965年4月4日）は中国文学者で漢詩人、地元では「はっかい先生」と呼ばれ、阿藤伯海記念公園と生家が整備された。加えて詩碑が六条院東に、句碑が小田郡矢掛町にある。

## 地勢
山岳
- 泉山（明王院山）[27] - 標高221m
- 竜王山[28]

河川
- 里見川[29]
  - 堅川
  - 鳩岡川

## 主要施設

### 六条院中
公的施設
- 浅口市役所
- 笠岡地区消防組合鴨方消防署

教育施設
- 浅口市立六条院小学校
- 浅口市立六条院幼稚園
- おかやま山陽高等学校
- 岡山自動車大学校

福祉施設
- 聖華保育所
- サンパレス桃花
- 浅口市いきがいセンター

郵便局
- 鴨方郵便局

金融機関
- 笠岡信用組合
- 明治安田生命

交通機関
- JR鴨方駅

一般企業・商店
- 晴れの国岡山農業協同組合
- 中電工
- あさくちグリーン市場
- 天満屋ハピータウン
- 岡山ダイハツ
- ホンダカーズ
- 浅口アイビーホール花久
- 山下農機商会
- エディオン
- タイヤガーデン
- ナンバホームセンター
- 山陽マルナカ
- ファッションセンターしまむら
- ケイコーポレーション
- 石田製麺所
- タナカ製麺所
- 菱中麺業
- シバセ工業
- 山下撚糸
- 備陽製材
- 鴨方カイタックファクトリー
- フジコー
- サンキ笠岡
- 垣内酒造
- 下山孝子堂 - 現在閉店、孝子饅頭・天文台最中製造元

神社仏閣・その他宗教施設
- 空幣稲荷神社
- 真止戸山（まとべやま）神社
- 向日神社
- 明王院
- 甘露庵
- 出雲大社教山陽分院
- 天理教鴨方分教会
- 愛宕山大師教会
- キリスト教鴨方教会

### 六条院東
一般企業・商店
- 倉敷紡績
- ローム
- 岡山西農業協同組合西六店
- 力餅本舗
- 中国化成工業

神社仏閣・その他宗教施設
- 円珠院
- 金光教六条院教会

### 六条院西
史跡・公園
- 浅口市阿藤伯海記念公園
- 大簡阿藤伯海旧居

一般企業・商店
- 岡山西農業協同組合四条原支店
- 協成工業
- 清水養鶏場

## 交通
道路
- 国道2号
- 岡山県道64号矢掛寄島線
- 岡山県道284号東安倉鴨方線

鉄道
- JR山陽本線
  - 鴨方駅 - 六条院中

## 関連の資料
出版順。
『新月』（六条院町：新月会、1946年6月）プランゲ文庫（アメリカ議会図書館）国立国会図書館書誌ID:029162302。
- 第1巻第1号「歌会」（1946年6月）
- 第1巻第4号（1946年9月）-第5号（新月会、1946年10/12月）プランゲ文庫。

- 『にじ』第2号（六条院中学校校友会文芸部、1948年12月）プランゲ文庫、マイクロフィッシュ版。
- 鴨方町教育委員会（岡山県）『阿藤伯海』（鴨方町教育委員会、2005年）NCID BA73720354、CRID 1130000796691632000。阿藤伯海の肖像あり。
- 田中毅 農林省「岡山県（保）室迫負債整理組合 : 浅口郡六條院町」『産業組合と夫妻整理事業に関する調査』第74輯83頁（産業組合中央会〈産業組合調査資料〉、1939年）昭和14年、マイクロフィッシュ、インターネットで読める。doi:10.11501/1047213。
- 平井徹治『鴨方町誌』（鴨方町、1955年）インターネットで読める。
  - 「一、町出身者録」「二、鴨方町と六条院町との合併」